# Joseph Kessel

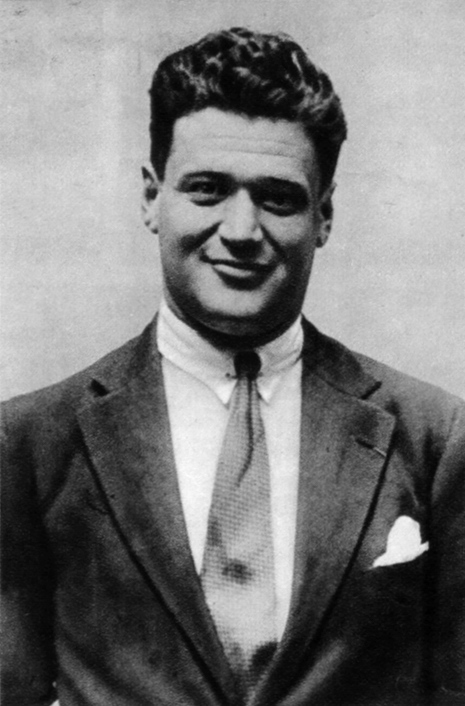
Joseph Kessel, 1927

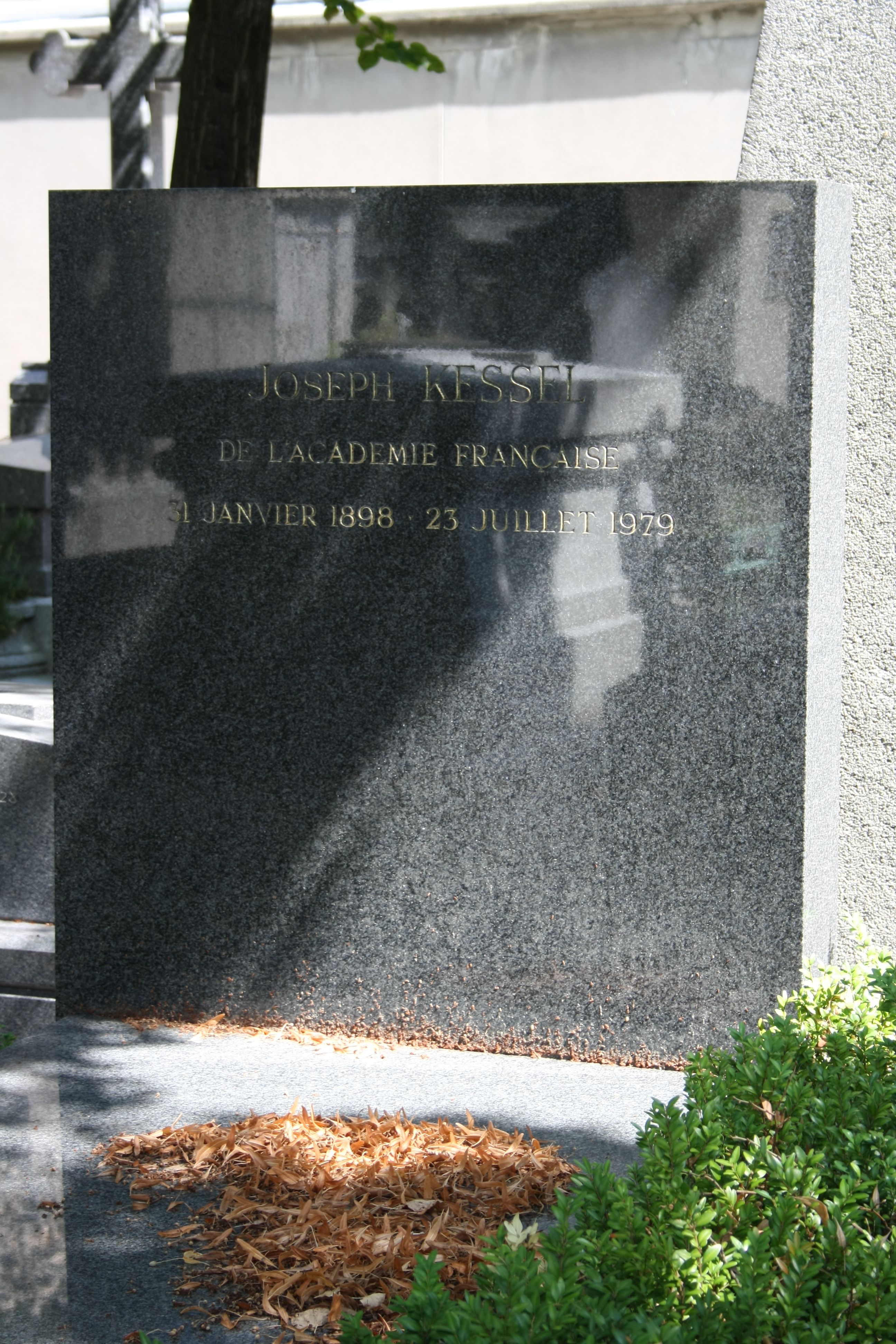
Kesselův hrob na Montparnassu

Joseph Kessel (10. února 1898 – 23. července 1979) byl francouzský novinář, spisovatel-romanopisec a esejista ruského původu.

## Osobní život
Narodil se v roce 1898 ve Villa Clara, městě argentinské provincie Entre Ríos, během cest jeho otce, který pracoval jako novinář. Matka byla litevská lékařka židovského původu. První roky dětství prožil v ruském Orenburgu. Poté se rodina přemístila do Francie, kde studoval v Nice a Paříži. Během první světové války působil jako letec.
Stal se autorem několika knih, které byly později zfilmovány. V roce 1967 přenesl španělský režisér Luis Buñuel na plátno jeho román. Film se jmenoval podle předlohy Kráska dne. V roce 1943 spolu se synovcem Mauricem Druonem přeložili z ruštiny do francouzštiny píseň Anny Marlyové nazvanou Chant des Partisans, která se ve druhé světové válce stala jednou z hymen Svobodných Francouzů
V letech 1962–1979 byl členem Francouzské akademie. Zemřel v roce 1979 v Avernes, městě departementu Val-d'Oise. Pohřbený je na pařížském Montparnassu.

## Dílo

### Dílo ve francouzštině
- La Steppe rouge, Gallimard, 1922
- L'Équipage, Gallimard, 1923
- Vent de sable, Hachette, 1923
- Au camp des vaincus, ou la Critique du 11 mai, Gallimard, 1924 (spolu s Georges Suarezem)
- Rencontre au restaurant, À l'Enseigne de la Porte Étroite, 1925
- Les Rois aveugles, Les Éditions de France, 1925
- Mary de Cork, Gallimard, 1925
- Mémoires d'un commissaire du peuple, Champion, 1925
- Le Triplace, Marcelle Lessage, 1926
- Makhno et sa Juive, EOS, bnnbn
- Moisson d'octobre, La Cité des livres, 1926
- Les Captifs, Galllimard (oceněno: Grand Prix du roman de l'Académie française), 1926
- Le Thé du capitaine Sogoub, Au Sans Pareil, 1926
- Naki le kourouma, 1926
- Terre d'amour, Les Éditions de France, 1927
- Nuits de princes, Les Éditions de France, 1927
- La Rage au ventre, EOS, 1927
- La Coupe fêlée. Un drôle de Noël, éditions Lemarget, 1927
- En Syrie, Simon Kra, 1927
- De la rue de Rome au chemin de Paradis., Les Editions du Cadran, 1927
- La Femme de maison ou Mariette au désert, Simon Kra, 1928
- Littérature rouge, Société de conférences de la Principauté de Monaco, 1927
- Dames de Californie, Émile Hazan, 1928
- Kráska dne, Gallimard, 1928, předloha pro Buñuelův stejnojmenný snímek z roku 1967,
- Les Nuits de Sibérie, Flammarion, 1928
- La Règle de l'homme, Gallimard, 1928
- Nouveaux contes. Le tocsin de pâques - Le typhique - Un tour du diable - Le commissaire de la mort - La loi des montagnes., Editions des Cahiers Libres, 1928
- Secrets parisiens, Éditions des Cahiers libres, 1928
- Le Coup de grâce, Les Éditions de France, 1931
- De la rue de Rome au chemin de Paradis, Editions du Cadran, 1931
- Fortune carrée, Les Éditions de France, 1932
- Bas-fonds, Éditions des Portiques, 1932
- Wagon-lit, Gallimard, 1932
- Nuits de Montmartre, Les Éditions de France, 1932
- Les Nuits cruelles, Les Éditions de France, 1932
- Marchés d'esclaves, Les Éditions de France, 1933
- Les Cœurs purs, Gallimard, 1934
- Les Enfants de la chance, Gallimard, 1934
- Stavisky, l'homme que j'ai connu, Gallimard, 1934
- Le Repos de l'équipage, Gallimard, 1935
- Une balle perdue, Les Éditions de France, 1935
- Hollywood, ville mirage, Gallimard, 1936
- La Passante du Sans-Souci, Gallimard, 1936
- La Rose de Java, Gallimard, 1937
- Jean Mermoz, Gallimard, 1939
- Comment est mort le maréchal Pétain, France Forever, Executive office, 1942
- L'Armée des ombres, Charlot, 1943, filmová adaptace Melvilla z roku 1969,
- text písně Chant des partisans, se synovcem Mauricem Druonem, 1943.
- Les Maudru, Julliard-Séquana, 1945
- Le Bataillon du ciel, Julliard, 1947, filmová adaptace Eswaye z roku 1947
- Le Tour du malheur, Gallimard, 1950
  - La Fontaine Médicis
  - L'Affaire Bernan
  - Les Lauriers roses
  - L'Homme de plâtre
- La Rage au ventre, La nouvelle société d'édition, 1950
- La Nagaïka. Trois récits, Julliard, 1951
- Le Procès des enfants perdus, Julliard, 1951
- Au Grand Socco, Gallimard, 1952
- Les Amants du Tage, Éditions du Milieu du monde, 1954
- La Piste fauve, Gallimard, 1954
- La Vallée des rubis, Gallimard, 1955
- Témoin parmi les hommes, Del Duca, 1956
  - Le Temps de l'espérance
  - Les Jours de l'aventure
  - L'Heure des châtiments
  - La Nouvelle Saison
  - Le Jeu du Roi
  - Les Instants de vérité
- Hong Kong et Macao, Gallimard, 1957
- La Petite Démente, Gallimard, 1958
- Le Lion, Gallimard, 1958
- Avec les Alcooliques Anonymes, Gallimard, 1960
- Les Mains du miracle, Gallimard 1960
- Inde, péninsule des dieux, Hachette, 1960
- Tous n'étaient pas des anges, Plon, 1963
- Pour l'honneur, Plon, 1964
- Terre d'amour et de feu. Israël 1925-1961, Plon, 1965
- Israël que j'aime, Sun, 1966
- Les Cavaliers, Gallimard, 1967
- Un mur à Jérusalem, Éditions Premières, 1968
- Les Fils de l'impossible, Plon, 1970
- Des hommes, Gallimard, 1972
- Le Petit Âne blanc, Gallimard, 1975
- Les Temps sauvages, Gallimard, 1975
- Jugements derniers, Christian de Bartillat, 1995
- Il pleut des étoiles...Portraits de Stars de cinéma, Gallimard, 2003
- Ami entends-tu... La Table Ronde, 2006.

### Dílo v češtině

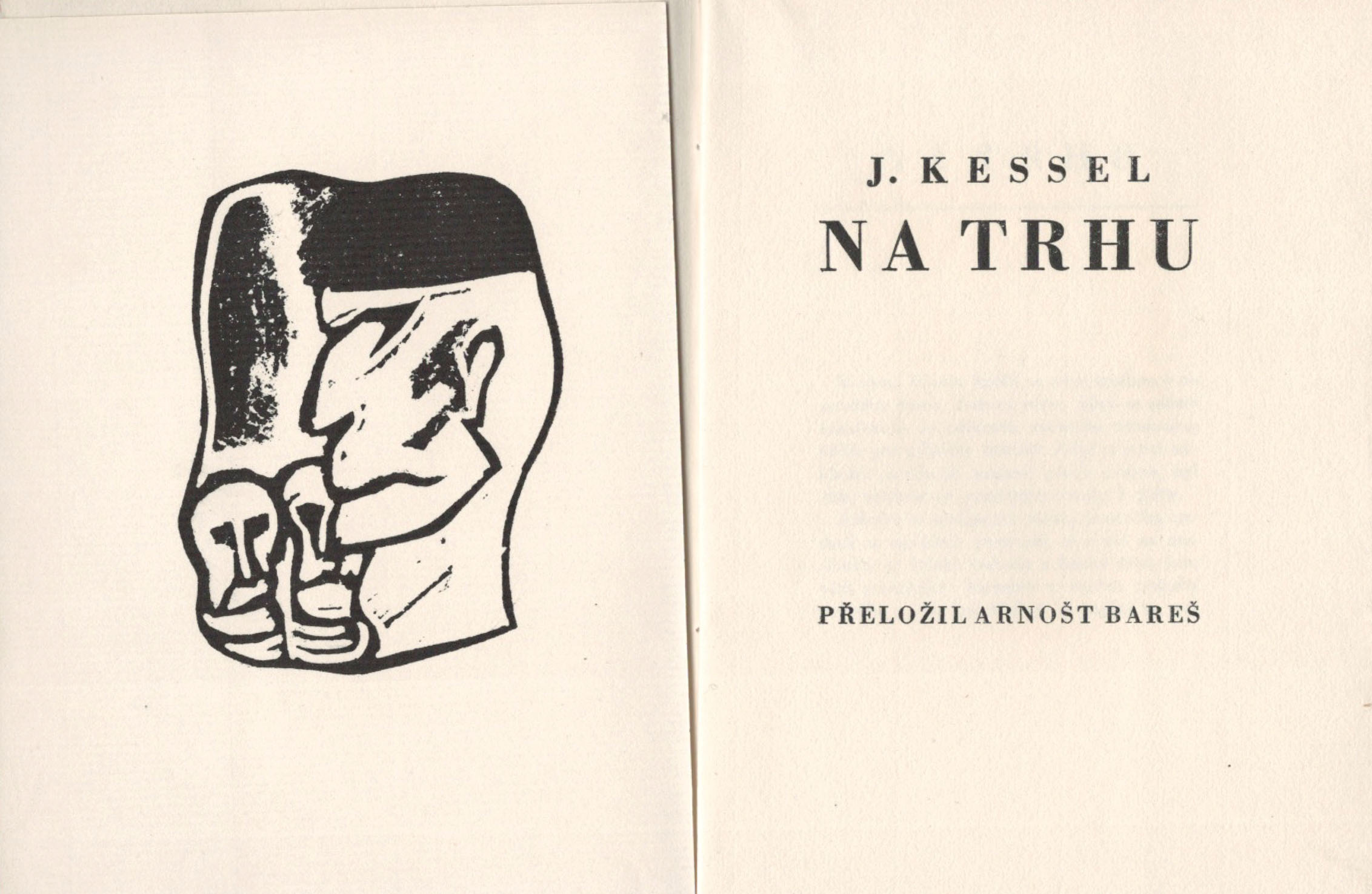
J. Kessel, Na trhu, il. Vojmír Vokolek, Pardubice 1928

Na trhu, překlad Arnošt Bareš, il. Vojmír Vokolek, soukromý tisk A. Bareše, tisk V. Vokolek, Pardubice, 1928